# Вест-Сенека (Нью-Йорк)
Вест-Сенека (англ. West Seneca) — місто (англ. town) в США, в окрузі Ері штату Нью-Йорк. Населення — 45 500 осіб (2020).

## Демографія
Згідно з переписом 2010 року, у місті мешкало 44 711 осіб у 19 151 домогосподарстві у складі 12 223 родин. Було 19972 помешкання
Расовий склад населення:
| - 97,2 % — білих - 0,9 % — чорних або афроамериканців - 0,6 % — азіатів - 0,2 % — корінних американців |

До двох чи більше рас належало 0,8 %. Частка іспаномовних становила 1,7 % від усіх жителів.
За віковим діапазоном населення розподілялося таким чином: 19,8 % — особи молодші 18 років, 60,4 % — особи у віці 18—64 років, 19,8 % — особи у віці 65 років та старші. Медіана віку мешканця становила 44,7 року. На 100 осіб жіночої статі у місті припадало 91,7 чоловіків;  на 100 жінок у віці від 18 років та старших — 88,7 чоловіків також старших 18 років.
Середній дохід на одне домашнє господарство  становив 73 617 доларів США (медіана — 62 705), а середній дохід на одну сім'ю — 88 543 долари (медіана — 78 025). Медіана доходів становила 54 363 долари для чоловіків та 41 114 долари для жінок. За межею бідності перебувало 7,0 % осіб, у тому числі 9,2 % дітей у віці до 18 років та 4,9 % осіб у віці 65 років та старших.
Цивільне працевлаштоване населення становило 23 451 особа. Основні галузі зайнятості: освіта, охорона здоров'я та соціальна допомога — 26,6 %, роздрібна торгівля — 12,7 %, виробництво — 12,0 %.

### Українці у Вест Сенеці
В місті розташований православний цвинтар святого Матвія. Тут похований ветеран Армії УНР, депутат Сейму Речі Посполитої, відомий лікар Василь Дмитріюк. 